# 瀬尾脩
瀬尾 脩（せのお すすむ、1932年4月20日 - 2014年5月15日）は、日本のテレビドラマ作品を中心に手がけた撮影技師。茨城県出身。日本映画撮影監督協会(J.S.C.)会員。

## 来歴・人物
1953年、日本大学芸術学部中退。その後、東映東京撮影所（現・東映テレビ・プロダクション）に入社。入社後に撮影助手を務め、劇場映画のBカメラを多く担当しており、白黒作品における、東映マーク出現のオープニングの撮影もしている。
1967年、『ジャイアントロボ』にて撮影デビュー。
1974年、東映企画プロモーションに移り、撮影技師は一時休業する。
1981年、復帰。その後は宇宙刑事シリーズおよびメタルヒーローシリーズに参加。『特捜エクシードラフト』中盤からは「浄空」名義で参加し、1996年の『ビーファイターカブト』41話「ルール無用頂上決戦」を持って後進に道を譲った。
2014年5月15日、死去。告別式に参列した妹尾青洸は、通夜には東映東京撮影所から2台のロケバスがチャーターされたと証言している。

## エピソード
俳優の千葉真一は、『キイハンター』の撮影時に瀬尾から「好きに動いていい」と言われたことに反感を抱き、フレームアウトさせるつもりで素早く動いたが、瀬尾が撮影した映像ではフレームに収まっていたため驚愕したという 。
企画者104の横田誠は、『宇宙刑事ギャバン』での魔空空間の合成は瀬尾とアクション監督の金田治の息があっていた神業であると評している。
また還暦を迎えた頃に「淨空」に改名したが、助監督の目黒圭一によると、瀬尾の書道の号で「ジョーク」のもじりだったという。

## 撮影担当作品

### テレビ
- キャプテンウルトラ（1967年、TBS，東映）
- ジャイアントロボ（1967年 - 1968年、NETテレビ，東映）
- キイハンター（1968年 - 1973年、TBS，東映）
- 河童の三平 妖怪大作戦（1968年 - 1969年、NETテレビ，東映）
- 特命捜査室（1969年、フジテレビ，東映）
- 柔道一直線（1969年 - 1971年、TBS，東映）
- 刑事くん（1971年 - 1972年、TBS，東映）
- アイフル大作戦（1973年 - 1974年、TBS，東映）
- 仮面ライダースーパー1（1980年 - 1981年、MBSテレビ，東映）
- 土曜ワイド劇場 西村京太郎トラベルミステリー「終着駅殺人事件」（1981年、テレビ朝日，東映）
- メタルヒーローシリーズ（テレビ朝日，東映，ADK）
  - 宇宙刑事ギャバン（1982年 - 1983年）
  - 宇宙刑事シャリバン（1983年 - 1984年）
  - 宇宙刑事シャイダー（1984年 - 1985年）
  - 巨獣特捜ジャスピオン（1985年 - 1986年）
  - 時空戦士スピルバン（1986年 - 1987年）
  - 超人機メタルダー（1987年 - 1988年）
  - 世界忍者戦ジライヤ（1988年 - 1989年）
  - 機動刑事ジバン（1989年 - 1990年）
  - 特警ウインスペクター（1990年 - 1991年）
  - 特救指令ソルブレイン（1991年 - 1992年）
  - 特捜エクシードラフト（1992年 - 1993年）※中盤より淨空名義
  - 特捜ロボ ジャンパーソン（1993年 - 1994年）
  - ブルースワット（1994年 - 1995年）
  - 重甲ビーファイター（1995年 - 1996年）
  - ビーファイターカブト（1996年 - 1997年）
- 月曜ドラマランド ゲゲゲの鬼太郎（1985年、フジテレビ，東映）

### 映画
- 仮面ライダー 8人ライダーVS銀河王（1980年）
- メタルヒーローシリーズ
  - 宇宙刑事シャイダー（1984年）
  - 宇宙刑事シャイダー 追跡!しぎしぎ誘拐団（1984年）
  - 機動刑事ジバン （1989年）
  - 重甲ビーファイター（1995年）
- 忍者戦隊カクレンジャー（1994年）

### オリジナルビデオ
- 妖怪奇伝ゲゲゲの鬼太郎 魔笛エロイムエッサイム（1987年）
- 真・仮面ライダー 序章（1992年）
- スーパーバトル ウルトラマンVS仮面ライダー（1993年）